# 101 Pułk Piechoty (austro-węgierski)

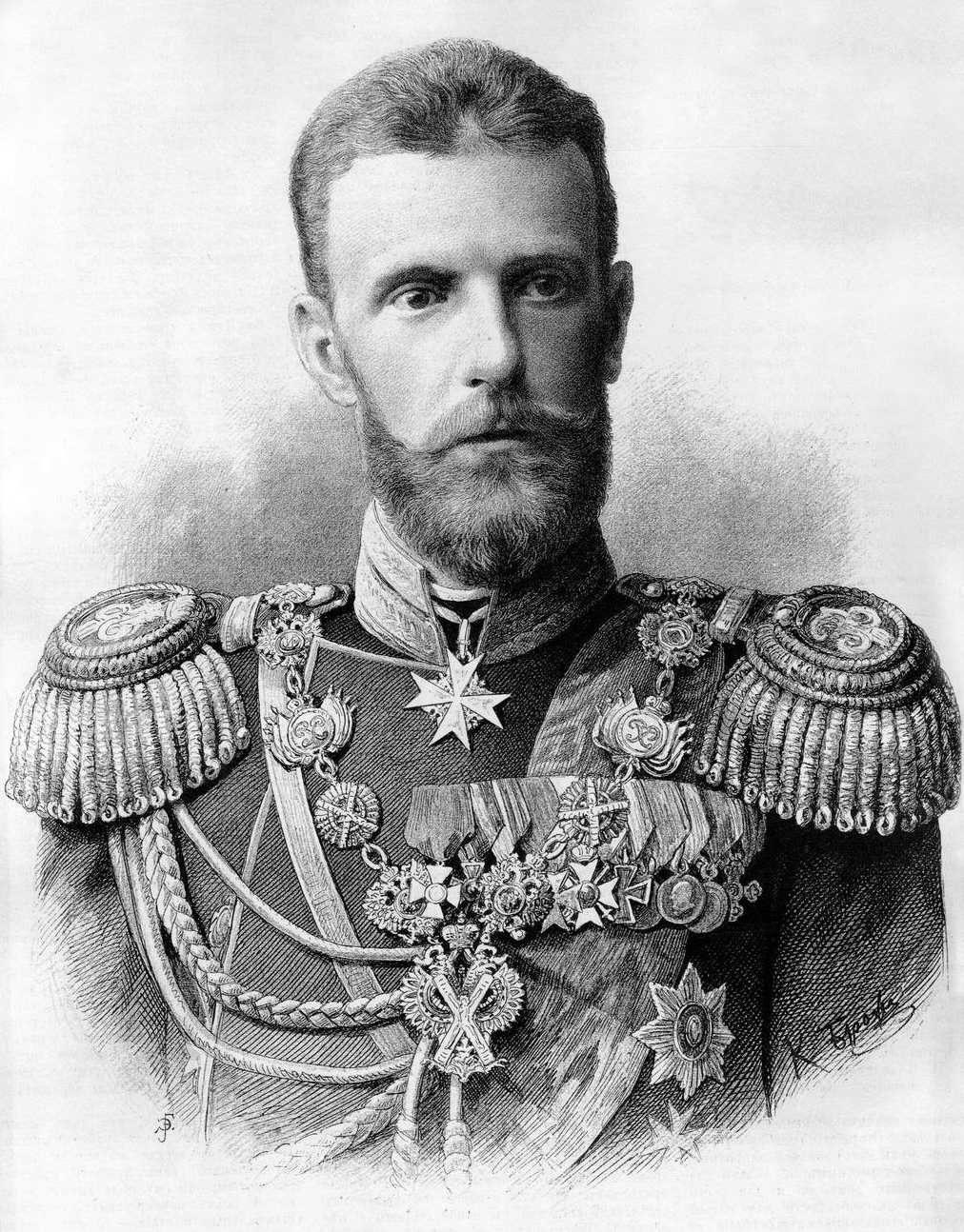
Szef pułku wielki książę Sergiusz Aleksandrowicz

Węgierski Pułk Piechoty Nr 101 (niem. Ungarisches Infanterieregiment Nr. 101) – pułk piechoty cesarskiej i królewskiej Armii.

## Historia pułku
Pułk został utworzony 1 stycznia 1883 roku z połączenia czterech batalionów wyłączonych ze składów Pułków Piechoty Nr: 37, 39, 46 i 68.
Okręg uzupełnień nr 101 Cieszyn (weg. Békéscsaba) na terytorium 7 Korpusu.
Kolejnymi szefami pułku byli:
- wielki książę Rosji Sergiusz Aleksandrowicz (1884 – †17 II 1905),
- generał piechoty Karl Drathschmidt von Bruckheim (od 1905)[1].

Kolory pułkowe: żółty siarkowy (niem. schwefelgelb), guziki srebrne.
Skład narodowościowy w 1914 roku 84%  – Węgrzy.
W 1914 roku komenda pułku razem z 1. i 4. batalionem stacjonowała w Oradei (węg. Nagy-Várad), 3. batalion w Békéscsaba, a 2. batalion był detaszowany do Trebinje na terytorium 16 Korpusu. Pułk (bez 2 batalionu) wchodził w skład 33 Brygady Piechoty należącej do 17 Dywizji Piechoty, natomiast detaszowany 2 batalion wchodził w skład 2 Brygady Górskiej należącej do 18 Dywizji Piechoty.

## Komendanci pułku
- 1903 – 1906 – płk Gustav Zerbs
- 1907 – 1910 – płk Anton Bellmond von Adlerhorst
- płk Konrad Grallert (1910-1914[1])